# طرح مشبک شهر

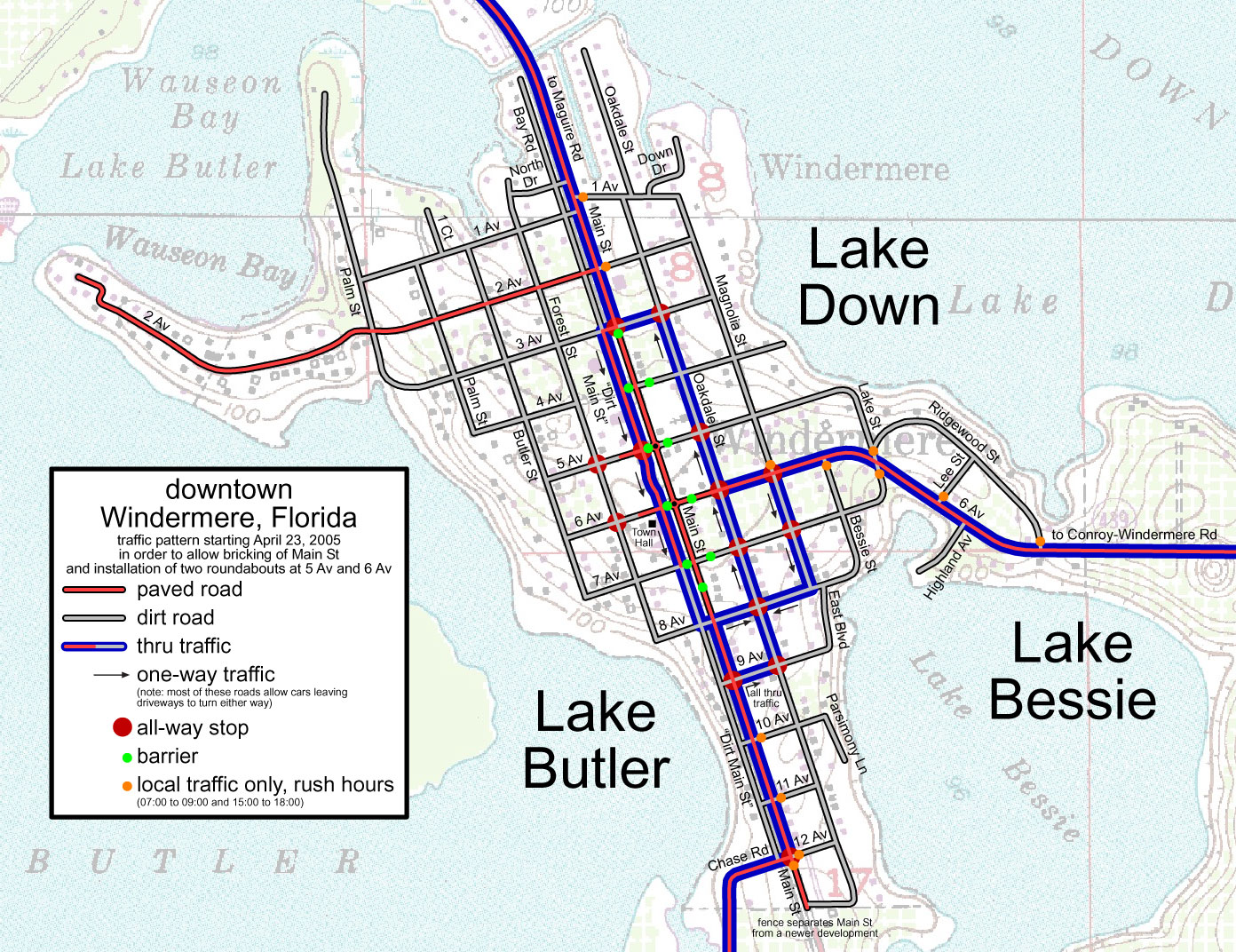
یک طرح مشبک شهری ساده (Windermere, Florida).

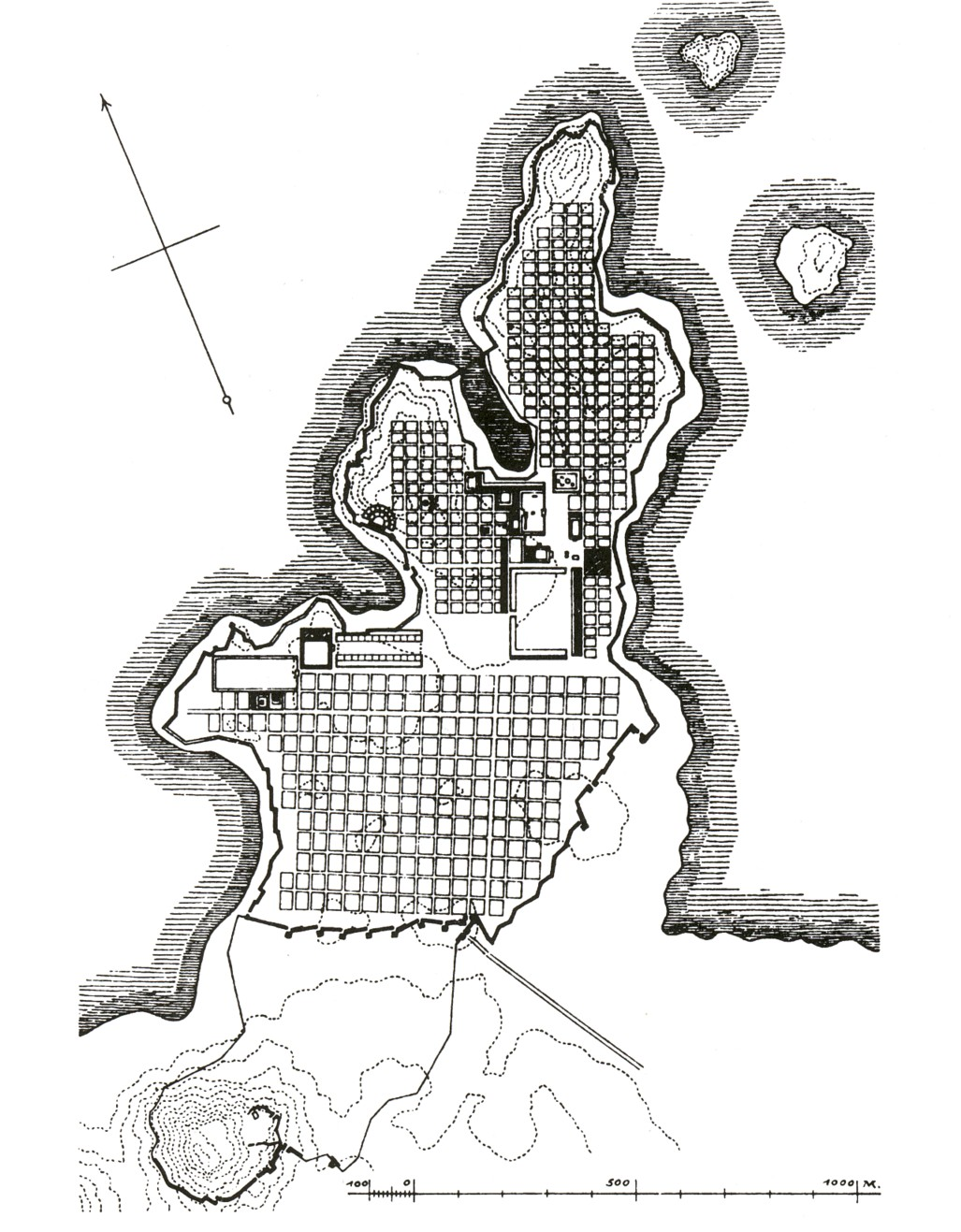
The grid plan of Milet in the Classical period

طرح مشبک شهر (به انگلیسی: Grid plan) یا طرح شبکه‌ای خیابان (به انگلیسی: grid street plan)، یک نوع نقشه شهری است که در آن خیابانها شکل مستطیل و شبکه‌ای را تشکیل می‌دهند. هزینه‌های زیربنایی برای طرح شبکه‌ای شهری منظم به‌طور کلی بالاتر از طرح شهری با خیابان‌های ناپیوسته است.
هزینه‌های خیابان‌ها عمدتاً به چهار متغیر بستگی دارد: عرض خیابان، طول خیابان، عرض بلوک و عرض آسفالت. دو ویژگی ذاتی طرح شبکه، تقاطع‌های مکرر و هندسه متعامد، حرکت عابر پیاده را تسهیل می‌کند. هندسه این طرح با جهت‌گیری و راه‌یابی و تقاطع‌های مکرر خود به انتخاب مستقیم مسیر به مقصد مورد نظر کمک می‌کند.